# Телега для сена
«Телега для сена» — картина Джона Констебла, написанная в 1821 году. Изображает сельскую сцену на реке Стаур между Суффолком и Эссексом. Выставляется в Лондонской национальной галерее и считается самым известным полотном Констебла, а также одной из наиболее популярных английских картин. Размеры картины составляют 137 × 188 см.

## Описание
Картина написана маслом на холсте. Центральным элементом композиции является пара лошадей, тянущих телегу для сена через реку. Вдалеке слева виднеется дом Вилли Лотта, появляющийся также на некоторых других произведениях Констебла. Действие картины происходит неподалёку от мельницы Флэтфорд в Суффолке. Река Стаур является своеобразной границей: на левом берегу располагается Суффолк, на правом виднеются пейзажи Эссекса.

## История
«Телега для сена» принадлежит к серии картин Констебла, условно называемых «шестифутовыми». Это масштабные полотна, написанные к ежегодной летней выставке Королевской Академии художеств. Как и для всех картин этой серии, для «Телеги для сена» Констебл сделал полномасштабный набросок, хранящийся сейчас в Музее Виктории и Альберта. Еще один небольшой эскиз маслом, первый в его эксперименте с расширением композиции картины вправо, сейчас находится в коллекции Йельского центра британского искусства. Первоначально художник выставлял картину под названием «Пейзаж: полдень», предполагая вписать её в ряд традиционных пейзажных полотен, отражающих цикличность природы.

## Критика
Хотя сегодня «Телега для сена» почитается ценителями британского искусства, когда картина впервые была представлена на выставке Королевской академии в Сомерсет-хаусе в 1821 году под названием «Пейзаж: Полдень», она не нашла покупателя. Она была значительно лучше принята во Франции, где ее похвалил Теодор Жерико. Картина произвела сенсацию, когда была выставлена вместе с «Видом на Стаур близ Дедхэма» и «Ярмутской пристани» на Салоне 1824 года в Париже. На этой выставке «Телега для сена» была отмечена золотой медалью, присужденной Карлом X, слепок которой вмонтирован в раму картины. Работы Констебля на выставке вдохновили новое поколение французских художников, включая Эжена Делакруа. Французский писатель Стендаль, посетивший выставку, писал: «Мы никогда раньше не видели ничего подобного этим картинам. Именно их правдивость так поразительна».
В 2005 году по результатам опроса, организованного программой Today на BBC Radio 4, «Телега для сена» была признана второй по популярности картиной в британских галереях, уступая только картине Уильяма Тернера «Последний рейс корабля „Отважный“».

## Вандализм
28 июня 2013 года протестующий, предположительно связанный с организацией защиты прав отцов в Великобритании Fathers 4 Justice, приклеил фотографию мальчика к картине, выставленной в Национальной галерее. Работа не была повреждена. 4 июля 2022 года двое активистов движения Just Stop Oil прикрепили к оригиналу свою модифицированную версию картины, представляющую собой «апокалиптическое видение будущего», и приклеили ладони к раме. Национальная галерея заявила, что лаковое покрытие картины и её рама получили незначительные повреждения.